# Katholische Jungschar Österreich
Die Katholische Jungschar ist die offizielle Kinderorganisation der Katholischen Kirche Österreichs und eine der Laienbewegungen in der Katholischen Aktion.
Es ist nach eigenen Angaben die größte Kinderorganisation des Landes, in der mehr als 100.000 Kinder von mehr als 12.000 Gruppenleitern in örtlichen Jungschargruppen betreut werden. International ist sie in der Fimcap organisiert.
Die Katholische Jungschar bietet in Österreichs Pfarren Kindern im Alter von 8 bis 14 Jahren ein vielfältiges Programm, das Spiel, Abenteuer, Gemeinschaft und Glauben vereint. 
Die Katholische Jungschar ist die Trägerorganisation der Dreikönigsaktion. 

## Geschichte

### Vorgängerorganisationen
Schon in der Zwischenkriegszeit bestanden zahlreiche katholische Jugendbünde, die Kindergruppen kontinuierlich begleiteten: Reichsbund, Bund Neuland, St. Georgspfadfinder, Katholisches Jungvolk. Die Jungschar als Organisation gab es zu dieser Zeit noch nicht, aber Mitte der 30er-Jahre wurde die nach dem Ersten Weltkrieg in der evangelischen Kinderarbeit in Deutschland eingeführte Bezeichnung „Jungschar“ für einige dieser Kindergruppen erstmals verwendet.
Mit Beginn der nationalsozialistischen Herrschaft wurden 1938 die katholischen Jugendverbände zerschlagen und verboten. Die Kinderseelsorgestunde in den Sakristeien wurde – auch als Ersatz des stark eingeschränkten Religionsunterrichts – zur Drehscheibe der Kinderpastoral während der Kriegszeit.

### Gründung und Anfangsjahre

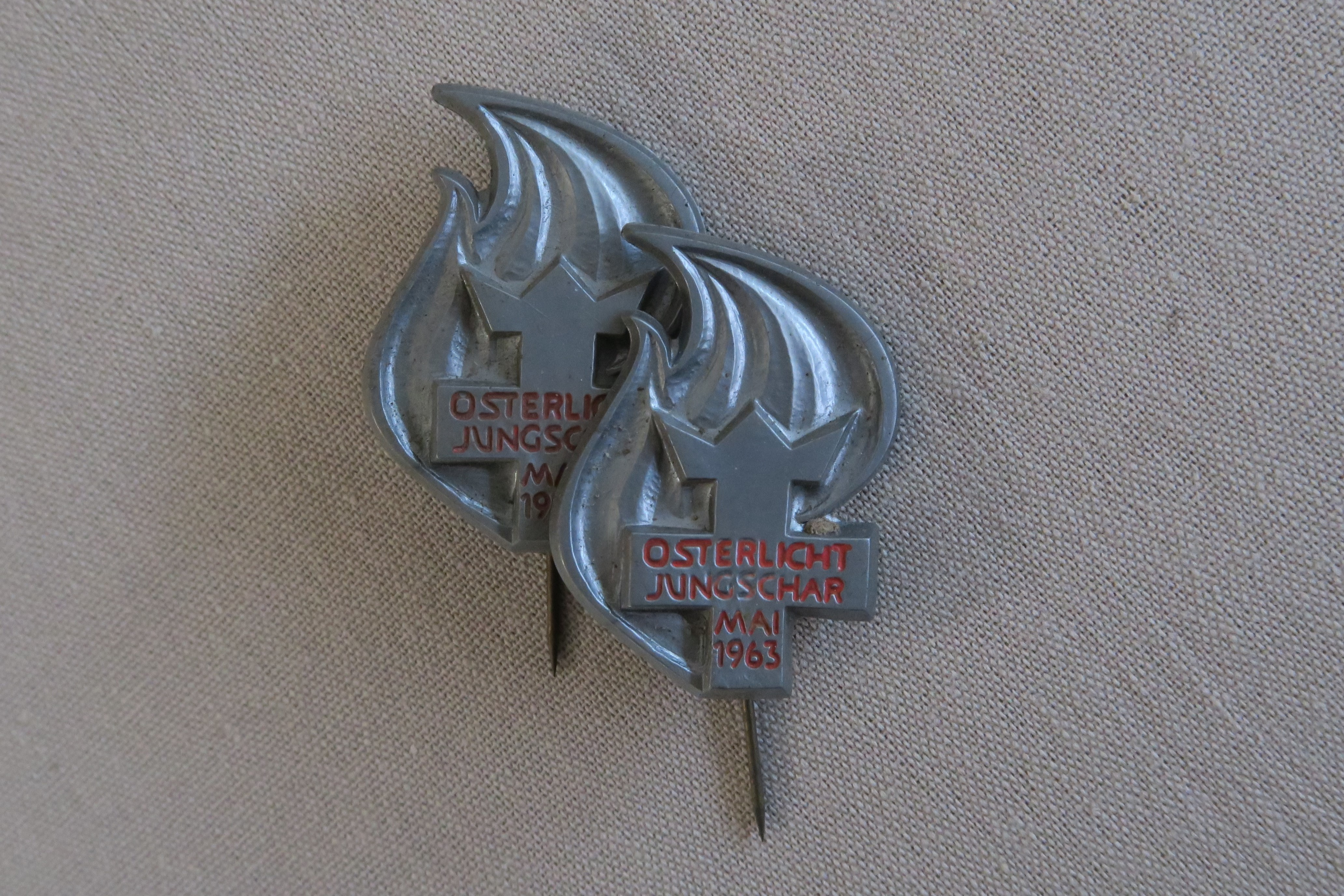
Katholische Jungschar Österreich, 1963

1945 – so benennen es die zeitgeschichtlichen Aufzeichnungen – „tritt die Pfarrjugend aus den Katakomben heraus“. Eine neue Jugendbewegung, ohne die Zersplitterung in eine Vielzahl konkurrierender Verbände wie in der Zwischenkriegszeit, begann zu wachsen. Bereits 1945 wurden die ersten Jungschargruppen in Wien gegründet, kurz darauf in Salzburg, Linz und den anderen Diözesen.
1947 wurde auf der Burg Wildegg in Sittendorf die Katholische Jungschar Österreichs als Teil des Katholischen Jugendwerkes Österreichs gegründet. Die junge Organisation bestand damals zunächst nur aus einem einzigen Organ, dem Bundesführungskreis. Die diözesanen Büros waren an die jeweilige Diözese angebunden und somit lediglich Vertretungsbüros. Eine weitere Besonderheit war, dass die Katholische Jungschar Österreichs (KJSÖ) kaum eine gemeinsame Basis hatte – Mädeljungschar und Bubenjungschar bestanden parallel zueinander, als gemeinsame Einrichtung bestand nur der Bundesführungskreis.
Hermann Stöger wurde Zentralführer der Bubenjungschar; Wilhelmine „Willy“ Lussnigg (1909–1986), Schwester von Maria Müller-Lussnigg (1914–2012), zur Zentralführerin der Mädchenjungschar gewählt. Ab 1953 folgte ihre auf dieser Position Eva Petrik. Sie nannte als grundlegende Zielperspektive der Jungschararbeit: „Die Kinder sollen im Alltag christlich leben lernen und zu selbständigem christlichen Handeln befähigt werden“. Aus dieser Praxis heraus wurden 1949 unter Mitwirkung von Pater Glaser, Kinderseelsorger in Wien, die ersten österreichweit gültigen Statuten formuliert. In diesen wurden für die weitere Entwicklung und das Selbstverständnis der Jungschar prägenden Ausdrücke wie „Lebens-, Erziehungs- und Aktionsgemeinschaft“ erstmals verankert.
Weitere Grundprinzipien waren:
- immer vom Kind ausgehen,
- ganzheitlich arbeiten,
- neue wissenschaftliche Erkenntnisse über das Wesen von Kindern und ihre Weltsicht in der Alltagsarbeit zu berücksichtigen und
- mit den Kindern ihren Weg zum Glauben suchen.

Die Gruppe wurde dabei immer als Weg und Ziel zugleich beschrieben. Die Kinder sollten durch die und in der Gruppe lernen, gemeinschaftlich zu leben und solidarisch zu handeln. Die Jungschargruppen wurden von Beginn an vorwiegend von Jugendlichen oder jungen Erwachsenen geleitet, die diese Arbeit ehrenamtlich ausübten. 1955 waren bereits über 3.000 „Jungscharführer“ aktiv. Sie begleiteten in ihren Gruppen 30.000 Mädchen und 50.000 Buben. Fast 13 % der österreichischen Kinder waren 1955 bei der Jungschar. Mitte der 50er Jahre wurden unter dem Titel „Grundsätze der Jungscharmethode“ die methodischen Leitgedanken der Jungschararbeit unter folgenden Begriffen zusammengefasst:
- Beheimatung,
- Erlebnis,
- Lustbetontheit,
- Selbständigkeit und
- Selbsttätigkeit

In den Begleittexten fanden sich Beschreibungen dieser Leitbegriffe, die wie die Grundprinzipien der 1940er-Jahre in ihrem Kern bis heute nichts an Aktualität eingebüßt haben:
- „Mädchen und Buben sollen einen Raum in der Pfarre haben, wo sie sich wohl fühlen, wo sie ungestört und zu Hause sind.“
- „Ein Erlebnis, das wir den Kindern vermitteln können, spart viele unnütze Worte.“
- „Spielend lernen wir.“
- „Die Jungschar ist nicht Kinderbetreuung oder Kinderbewahrung, sondern Kinderbewegung! Die Kinder sollen aus sich heraus freiwillig mittun und mitgestalten.“

### Konsolidierung und Etablierung
Nach Jahren der Konsolidierung im inneren Bereich und der ersten Phase der Verbreitung begann die Jungschar, sich nicht nur den Kindern in Österreich, sondern benachteiligten Menschen auf der ganzen Welt zuzuwenden: 1955 wurde erstmals die Dreikönigsaktion durchgeführt. Das Geschichtsbewusstsein von Bewegungen wird zumeist auch von „Geschichten“ geprägt, die von Generation zu Generation der engagierten Mitarbeiter weitererzählt werden und zwischen den Zeilen auch einiges über Motivation und Kultur der Bewegung verraten. Die Gründungsgeschichte der Dreikönigsaktion ist für die Jungschar zu einer solchen Erzählgeschichte geworden:
Im Jahr 1954 führt die Jungschar die internationale Lichtstafette „Jungschar bringt das Licht aus Lourdes“ durch. Dafür stellt die Missionsverkehrsarbeitsgemeinschaft (MIVA) einen Jeep als Begleitfahrzeug zur Verfügung. Nach Abschluss der Lichtstafette gelangte der Jeep in Nordafrika zum Einsatz und die Jungschar erkundigt sich bei der MIVA, wie sie sich für die Unterstützung erkenntlich zeigen könnte. Karl Kumpfmüller, der Geschäftsführer der MIVA, meint daraufhin: „Ihr könntet den alten Volksbrauch des Sternsingens zum Leben erwecken und die Spenden zur Anschaffung eines Motorrades für einen Missionar in Afrika verwenden.“ Der Zentralführungskreis der Bubenjungschar beschließt in der Folge die Durchführung einer solchen Dreikönigsaktion unter dem Motto „Ein Motorrad für die Mission“.
Der Erfolg der Aktion war unerwartet groß: 449 Pfarren aus ganz Österreich beteiligten sich und mit den ersungenen 42.386 öS konnten neben dem Motorrad noch zwei weitere Fahrzeuge finanziert werden. Daraufhin wurde diese einmalige Aktivität zur Dauereinrichtung und die Bubenjungschar beschrieb auch ihre Erwartungen, was die Mädchen beitragen sollen: Bei der Beschaffung der Gewänder helfen, die sternsingenden Buben begleiten und eifrig mitsingen.
In den 1960er-Jahren wurde es weiters zu einem besonderen Anliegen der Jungschar, Kinder zu mehrtägigen österreichweiten Großveranstaltungen einzuladen: Für Buben gab es die „Bubenolympiade“, für Mädchen die „Palette“. Die Dreikönigsaktion erzielt 1965 erstmals ein achtstelliges Ergebnis: 10,9 Millionen öS wurden gesammelt.

### Entwicklung eines geschlechtsspezifischen Selbstverständnis
Die 1960er Jahre brachten durch die rasanten gesellschaftlichen und kirchlichen Entwicklungen vieles in Bewegung und der 1968 erstellte Erziehungsplan der Mädchenjungschar zeichnete das Bild einer selbstbewussten und aufgeschlossenen weiblichen Identität. Themen in den Gruppenstunden wurden:
- „Sind Frauen in der Kirche 2. Klasse?“,
- „Ich habe einen Freund“ und
- „Wozu die Pille“

In manchen Pfarren wurden erstmals koedukative Gruppen gegründet, was dazu führte, dass die organisatorische Trennung von Mädchen- und Bubenjungschar in Frage gestellt wurde. Mit dem 1970 verabschiedeten Statut wurde die Trennung offiziell aufgehoben, in den Pfarren wurden die getrennten Leitungskreise der Buben- und Mädchen-Verantwortlichen zu einem Pfarrleitungskreis zusammengelegt.
Nach der organisatorischen Neuorientierung 1973 wird 1976 auch ein neuer Lebenslauf für die Jungschar gemeinsam festgelegt. Als Schwerpunkte wurden für die Altersgruppe der 8- bis 10-Jährigen formuliert: Aufeinander hören, miteinander fröhlich sein, einander helfen, auf Gott vertrauen.
Anfang der 1970er-Jahre zählte die Jungschar bereits über 90.000 Jungscharkinder. Die Jungschararbeit der 1970er Jahre war auch von neuen Akzenten in der gesellschaftspolitischen Arbeit geprägt, die in der groß angelegten Enquete „Kinder, Christen, Staatsbürger“ im Jahr des Kindes 1979 ihren Höhepunkt fanden. In acht Arbeitskreisen wurden dabei auch unbequeme Fragestellungen wie ganztägige Schulformen, Kind und Selbstmord, Kinder in Heimen, die Situation mehrfachbehinderter Kinder oder Kinder im Verkehr aufgegriffen. Die politische Dimension der Jungschararbeit fand aber über die Bildungs- und Erziehungsziele 1975 auch eine neue Betonung im Zusammensein mit den Kindern: Der sozial-politische Bereich wurde ein eigener Kernbereich der Zielsetzungen der Jungschararbeit und neue methodische Formen wie Gruppenparlamente und Gruppenstunden zu aktuellen politischen Fragen wurden in der pfarrlichen Jungschararbeit entwickelt.

### Rechtliche Eigenständigkeit und die "Vier Säulen"
Die 1980er Jahre der Jungschar waren geprägt durch eine vertiefte pädagogische, theologische und pastorale Auseinandersetzung über die Grenzen einzelner Pfarren und Diözesen hinweg. In einem erneuerten Zugang zur Spielpädagogik wurde die Bedeutung des kooperativen Spiels hervorgehoben und die gängigen gesellschaftliche Leistungsbegriffe hinterfragt. Spielotheken, Spielbusse und Museumsführungen für Kinder bereicherten das Bild der Jungschararbeit. In der pfarrlichen Jungschararbeit wurden neue Erfahrungen mit Formen offener und projektorientierter Kinderarbeit gesammelt. Neue Wege zu einer an den Alltagserfahrungen der Kinder orientierten Bibelarbeit wurden vor dem Hintergrund einer breiten Auseinandersetzung über Symboltheorie und Symbolverständnis entwickelt. Das Jahresthema „Tatort Korinth“ als ein Ergebnis dieser Entwicklung fand auch über die Grenzen Österreichs hinaus Anerkennung.
Eine strukturelle Veränderung brachte für die Jungschar 1985 die Gründung des Vereins „Katholische Jungschar Österreichs“. Dieser ist zwar ein Zweigverein des Katholischen Jugendwerkes Österreichs, ist aber seither vom Jugendwerk in personellen und finanziellen Fragen eigenständig und hat eine eigene Rechtspersönlichkeit.
Der entwicklungspolitischen Informations- und Bildungsarbeit in Österreich wurde in der zweiten Hälfte der 1980er-Jahre besonderes Augenmerk geschenkt: Signale hierfür waren eine Unterschriftenaktion für die Rechte der indianischen Minderheiten Brasiliens und die Beteiligung vieler Pfarren an der thematisch daran orientierten Gebetswoche „Wer hört die Klagen jener, deren Leben bedroht ist“ im November 1987. Die Dreikönigsaktion 1991 brachte mit 106 Millionen öS erstmals ein neunstelliges Ergebnis und über 500 Projekte konnten daraus gefördert werden. 1992 wurden die Projektkategorien der Dreikönigsaktion neu formuliert: Pastoral-; Bildungs-; Sozial- sowie Menschenrechts-, Minderheiten- und Umweltschutz-Programme.
Am Beginn der 1990er Jahre wurden Kinderpartizipation und Kinderrechte zu einer bedeutenden Arbeitsperspektive der Jungschar. Im Rahmen des Jahresthemas 1990 „Umwelt, Gerechtigkeit, Friede“ fanden in vielen Pfarren Kinderkonferenzen zu diesen Themen statt. Auf überregionaler Ebene gab die Jungschar ab 1992 jährlich den „Bericht zur Lage der Kinder“ heraus, diözesane Kinderforen und Straßentheateraktionen zu kinderpolitischen Inhalten ergänzten das Engagement der Jungschar für altersgemäße Beteiligungsmöglichkeiten der Kinder in Kirche und Gesellschaft.
1995 wurde ein Leitbild erarbeitet, mit dem man die Tätigkeitsfelder der Jungschar in vier „Säulen“ gliederte: Lebensraum für Kinder, Kirche für Kinder, Lobby für Kinder und Hilfe im Rahmen der Dreikönigsaktion.

## Leitsatz
Der heutige Leitsatz lautet:
In der Jungschar gehen wir von der Vision eines Zusammenlebens aus, wo Kinder und Erwachsene, Männer und Frauen, Arme und Reiche, behinderte und nichtbehinderte Menschen, das Leben miteinander teilen. Auf dem Weg zu einer so gestalteten christlichen Gemeinschaft leisten wir unseren Beitrag zu einem geglückten Leben der Kinder.